# Release Me (Agnes Carlsson-låt)
"Release Me" är en popsång av den svenska sångerskan och Idolvinnaren Agnes och den andra singeln från hennes tredje album Dance Love Pop. Låten är skriven av Anders Hansson, Sharon Vaughn och Agnes själv. Den var också hennes internationella debutsingel och släpptes i 35 länder över hela världen.
Singeln har fått positiva recensioner för sina svepande harmonier och Agnes sångtalang. "Release Me" var Agnes fjärde top-tio hit i Sverige, och klättrade högt på topplistorna i hela Europa. Totalt har singeln sålts i över 900 000 exemplar över hela världen.
I juli 2009 släpptes "Release Me" utanför Europa, i Australien, hos Warner Music och i USA den 18 augusti 2009.

## Kritiskt mottagande
Brittiska radiokanalen BBC 1s "Chartblog" skrev "73% of why this is a great song rests with those amazing swooping harmonies. That's not to take anything away from Agnes's vocal talents, it's just her honeyed-rasp, set to a synth-disco backing, is not THAT startlingly new a sound. " 
Nick Levine från brittiska Digital Spy kallade "Release Me" "far classier" än annan europop som når Storbritannien, som September och Velvet. Han sa även att " the all-conquering chorus and thumping beats are present and correct, but this has lashings of strings and lavish production flourishes too."

## Listframgångar

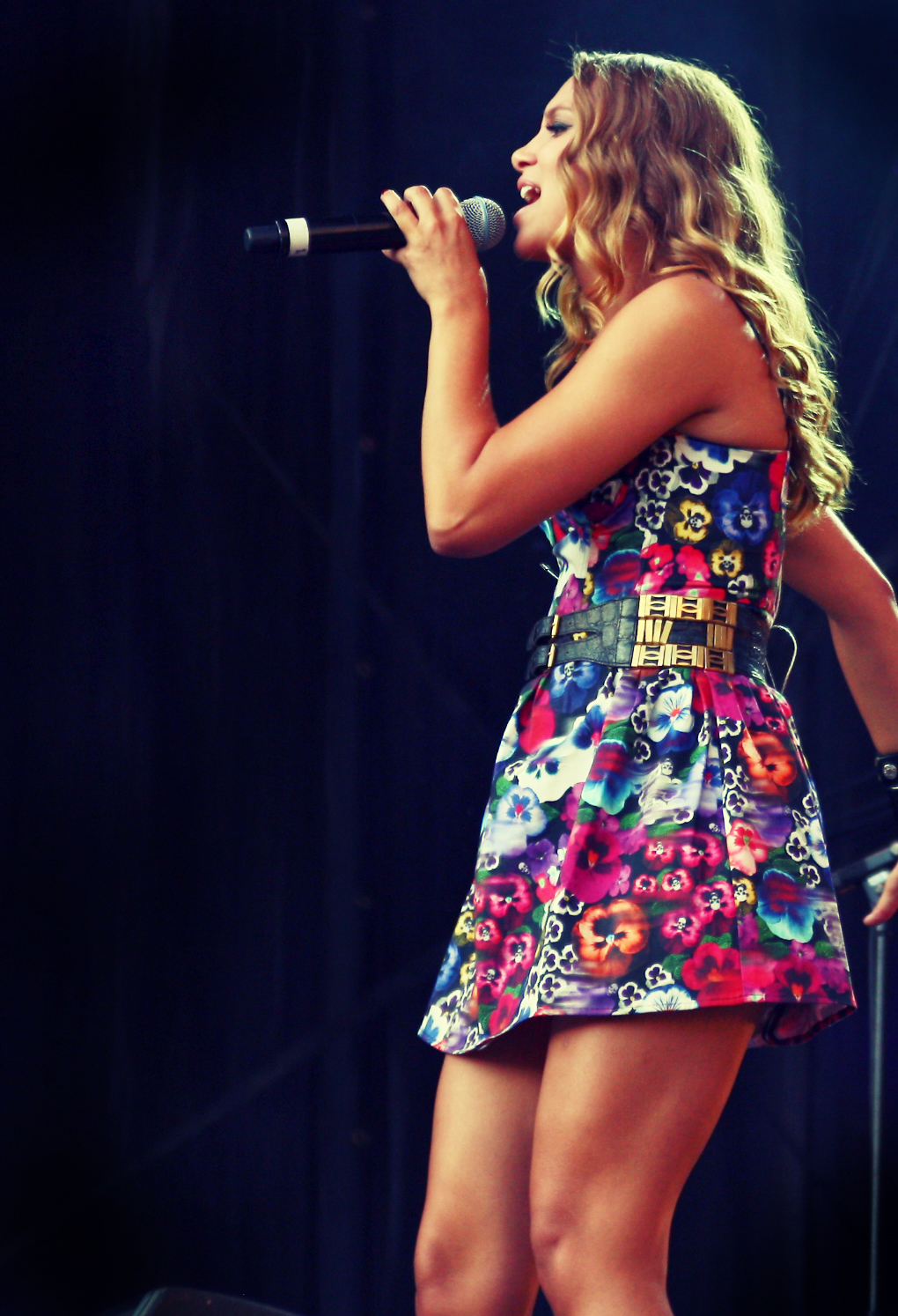
Agnes framför 'Release Me' på Rix FM festival.

"Release Me" släpptes till radiostationer och som digital download i Sverige den 24 november 2008 och gick in på den officiella singellistan, Sverigetopplistan, på plats sextio enbart baserad på digital försäljning där den stannade i 32 veckor och toppade på plats nio.
Sin internationella debut fick den på Danska Trackslisten den 27 februari 2009 som nummer trettionio och peakade senare på plats sex och sålde även guld med 15,000 sålda exemplar. I Flamländska Belgien debuterade den på Ultratop 50 den 11 april 2009 som nummer fyrtiosju och peakade senare på sju., i Vallonien på Ultratop 40 nådde den plats sex.
"Release Me" släpptes i Storbritannien i maj 2009 där den blev en stor hit, den debuterade och peakade på plats tre på den officiella singellistan och lyckades stanna där i flera veckor och sålde i över 350 000 exemplar.
Under sommaren 2009 klättrade singeln på många listor i Europa, i Norge gick den in på plats tretton och toppade veckan efter på sju. I Slovakien och Slovenien peakade den på plats sju och två, och efter ett par veckor på de franska download och musikvideo-topplistorna gick "Release Me" slutligen in på den officiella franska singellistan på plats sju i juli. Låten blev även den tredje mest spelade låten på fransk radio under 2009. Låten översattes även till franska och italienska för releasen i dessa länder.
Den 27 juli gick "Release Me" in på den första icke-europeiska hitlistan nämligen den australiensiska singellistan på plats elva. Den toppade även den Amerikanska Billboard Hot Dance Club Play Chart. The song is to be released in 35 countries all over the world.,som det heter på klingande svenska.
Efter tolv veckor på den svenska singellistan tidigt i januari 2009, så lämnade "Release Me" listan. men den 25 september 2009, gick låten återigen in på listan, denna gång på plats 44, efter att låten hade spelats under ett program av "Idol" på TV4. Radiostationer började återigen att spela singeln från 2008 som återigen började klättra på listorna och efter att Agnes uppträtt under finalen av Idol 2009 peakade den på plats 11 på Sverigetopplistan i januari 2010, där den även toppade den svenska iTunes listan.
I USA blev låten en smash-hit på Billboards danslista och för att marknadsföra singeln i landet uppträdde Agnes på The Wendy Williams Show.

## Musikvideo
Musikvideon till "Release Me" hade premiär den 28 november 2008, samma dag som låten släpptes till försäljning i Sverige. Videon regisserades av Anders Rune, som även regisserade videon till Agnes tidigare singel "On and On".
Videon börjar med att Agnes ligger framför en orange vägg, därefter får man se henne gå på Stockholms gator under kvällen och ser människor som dansar och förbereder sig för en utekväll. I nästa scen har alla anlänt till klubben och de dansar samtidigt som Agnes står emot en vägg med en man som håller om henne. Agnes lämnar därefter klubben och går nerför gatan mot en annan nattklubb. Nästa scen visar ett badrum där Agnes gör sin make-up framför en spegel och två andra tjejer dansar i bakgrunden.
Den musikvideon som gjordes för den europeiska marknaden godkändes inte för den amerikanska av Agnes skivbolag, Interscope Records, och enligt regissören Thomas Kloss så var anledningen att Agnes såg för gammal ut. Därför spelades en ny video in i Los Angeles tidigt i september 2009. Videon producerades av Brett Marx.
Den amerikanska videon hade premiär den 30 september exklusivt på musiksiten Popeater.com och dagen därpå på Interscopes hemsida och Youtube kanal.

## Liveframträdanden

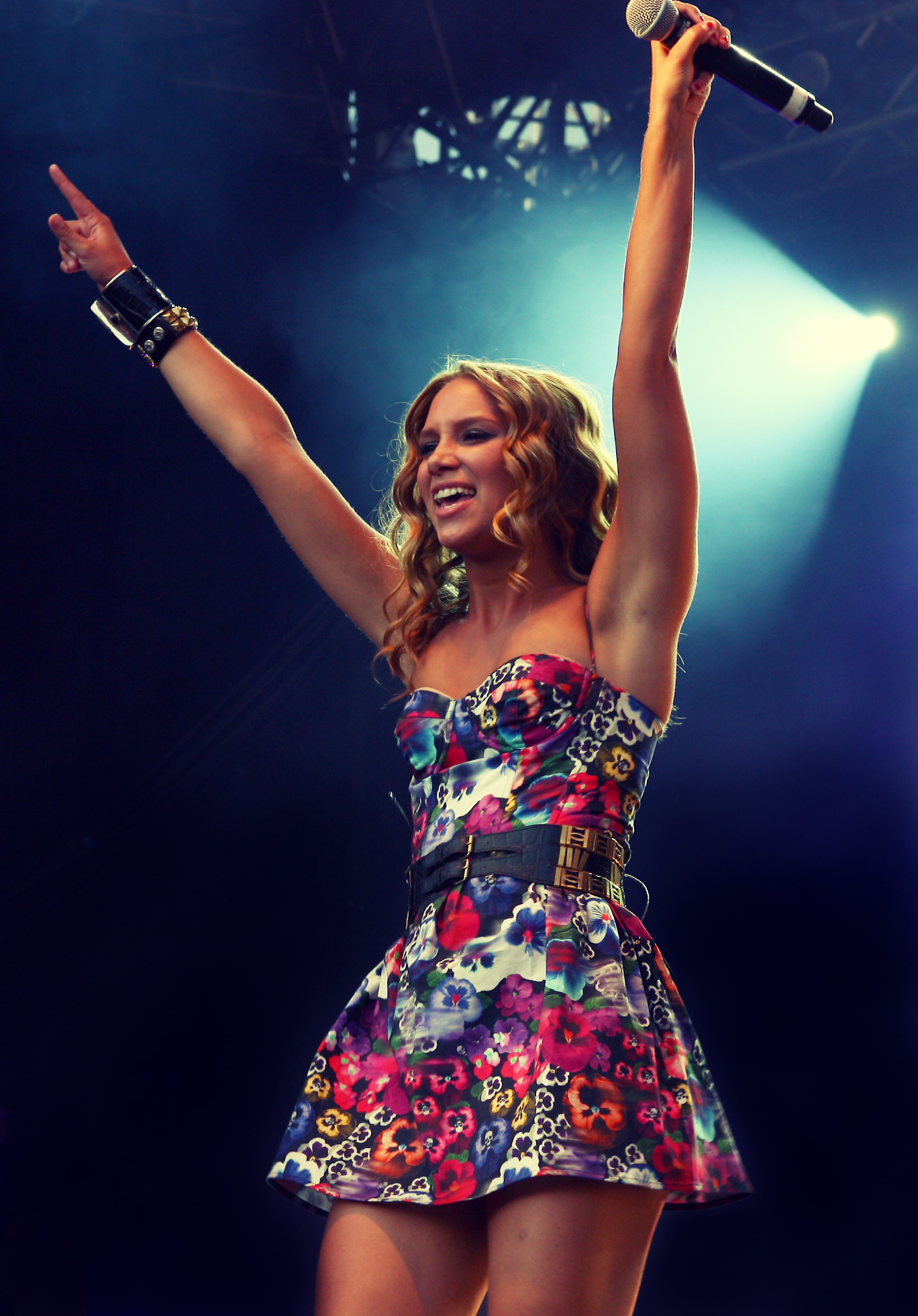
Agnes uppträder på Rix Fm Festival i Kalmar 2009.

Agnes framförde "Release Me" live på den brittiska morgonshowen GMTV den 10 juni 2009. Den 5 juli 2009 uppträdde Agnes på det nederländska musikeventet TMF Awards, och dagen efter framförde hon "Release Me" i tv-programmet "Lotta på Liseberg" som sändes på TV4. Veckan därpå åervände hon till Göteborg för att uppträda på öppningsceremonin på Gothia Cup som hölls på Ullevi, norra Europas största utomhusarena. 
I juli återvände Agnes till Storbritannien för att uppträda på "Party in the park" i Leeds, där hon delade sen med bland andra Alesha Dixon och Pixie Lott. Dagen efter framförde hon både "Release Me" och "On and On" på Nightingales i Birmingham. 
Första gången Agnes framförde "Release Me" i USA var på morgonprogrammet "Good Day New York" i februari, hon återvände sedan under våren 2010 för att promota singeln, vilket ledde till oräkneliga tv-framträdanden i lokala tv-program och klubb-spelningar över hela USA. Ett av de största framträdanden var på "White Party" i Palm Springs den 11 april, där Britney Spears skrev på sin twitter att hon var "on her way to check out Agnes".

## Listplaceringar & certifikat
| Lista (2008-2010)                            | Topp- placering |
| -------------------------------------------- | --------------- |
| Australien (ARIA Dance Chart)                | 6               |
| Australien (ARIA Charts)                     | 26              |
| Belgien (Ultratop Flandern)                  | 7               |
| Belgien (Ultratop Vallonien)                 | 6               |
| Danmark (Trackslisten)                       | 6               |
| Nederländerna (Mega Single Top 100)          | 7               |
| Frankrike (SNEP)                             | 7               |
| Frankrike (SNEP) Downloads                   | 11              |
| Tyskland (Media Control Charts)              | 5               |
| Ungern (Hungarian Singles Chart)             | 12              |
| Irland (IRMA)                                | 10              |
| Italien (FIMI)                               | 9               |
| Norge (VG-lista)                             | 6               |
| Slovakien (IFPI)                             | 7               |
| Slovenien (IFPI)                             | 2               |
| Sverige (Sverigetopplistan)                  | 9               |
| Sverige (Digilistan)                         | 9               |
| Sverige (Trackslistan)                       | 1               |
| Schweiz (Swiss Music Charts)                 | 5               |
| Spanien (PROMUSICAE)                         | 26              |
| Storbritannien (The Official Charts Company) | 3               |
| Tjeckien (IFPI)                              | 4               |
| Ukraina (FDR)                                | 1               |
| US Billboard Hot Dance Club Play             | 1               |
| Österrike (Ö3 Austria Top 40)                | 8               |

| Lista (2009)                             | Topp position |
| ---------------------------------------- | ------------- |
| Belgien (Ultratop Flandern)              | 26            |
| Belgien (Ultratop Vallonien)             | 31            |
| Nederländerna (Mega Single Top 100)      | 39            |
| Europa (Hot 100 Singles)                 | 28            |
| Frankrike (SNEP)                         | 29            |
| Frankrike (SNEP Digital)                 | 39            |
| Tyskland (Media Control Charts)          | 36            |
| Sverige (Sverigetopplistan)              | 41            |
| Schweiz (Swiss Music Charts)             | 32            |
| Storbritannien (Official Charts Company) | 35            |
| Österrike (Ö3 Austria Top 40)            | 46            |

| Land           | Provider  | Certification | Försäljning |
| -------------- | --------- | ------------- | ----------- |
| Australien     | ARIA      | Guld          | 35,000+     |
| Danmark        | IFPI      | Guld          | 25,000+     |
| Frankrike      | SNEP      | Guld          | 145,000+    |
| Tyskland       | BVMI      | Guld          | 150,000+    |
| Italien        | IFPI      | Guld          | 10,000+     |
| Norge          | IFPI      | Platinum      | 10,000+     |
| Sverige        | IFPI      | Guld          | 10,000+     |
| Storbritannien | BPI       | Silver        | 385,000+    |
| Worldwide      | Worldwide | Worldwide     | 900,000+    |

## Lanseringshistorik
| Region         | Datum            | Format           | Bolag            |
| -------------- | ---------------- | ---------------- | ---------------- |
| Sverige        | 24 november 2008 | Digital download | Roxy             |
| Danmark        | 26 januari 2009  | Digital download | Copenhagen       |
| Finland        | 1 juli 2009      | Digital download | Bonnier Amigo    |
| Norge          | 1 juli 2009      | Digital download | Bonnier Amigo    |
| Storbritannien | 20 februari 2009 | Airplay          | AATW             |
| Storbritannien | 25 maj 2009      | Digital download | AATW             |
| Storbritannien | 15 juni 2009     | CD singel        | AATW             |
| Frankrike      | May 27, 2009     | Digital download | Sony Music       |
| Frankrike      | Maj 2009         | Airplay          | Sony Music       |
| Frankrike      | 20 juli 2009     | CD/maxi singel   | Sony Music       |
| Belgien        | 9 mars 2009      | Digital download | BIP Club         |
| Belgien        | 14 mars 2009     | CD/maxi singel   | BIP Club         |
| Nederländerna  | 15 maj 2009      | Digital download | White Villa      |
| Nederländerna  | 22 maj 2009      | CD/maxi singel   | White Villa      |
| Italien        | 7 augusti 2009   | 12" Maxi         | Planet Records   |
| Australien     | Juni, 2009       | Airplay          | Warner Music     |
| Australien     | 10 juli 2009     | Digital download | Warner Music     |
| Australien     | 31 juli 2009     | 12" maxi singel  | Warner Music     |
| Tyskland       | 21 augusti 2009  | CD singel        | Warner Music     |
| Tyskland       | 14 augusti 2009  | Digital download | Warner Music     |
| Österrike      | 21 augusti, 2009 | CD singel        | Warner Music     |
| Österrike      | 14 augusti 2009  | Digital download | Warner Music     |
| Schweiz        | 21 augusti, 2009 | CD singel        | Warner Music     |
| Schweiz        | 14 augusti 2009  | Digital download | Warner Music     |
| USA            | 18 augusti 2009  | Digital download | Geffen/Universal |
| USA            | Oktober, 2009    | Dance radio      | Geffen/Universal |
| USA            | 8 december 2009  | EP remixes       | Geffen/Universal |
| USA            | 4 maj 2010       | Pop radio        | Geffen/Universal |
| Kanada         | 8 december 2010  | Remixes Pt.1     | Geffen/Universal |
| Kanada         | 23 mars 2010     | Remixes Pt.2     | Geffen/Universal |
| Spanien        | 18 augusti 2009  | Digital download | Geffen/Universal |